# Acords SALT
Els acords SALT (sigles de Strategic Arms Limitation Talks, en anglès «converses sobre la limitació d'armes estratègiques») es van signar al final de cada una de les negociacions entre els Estats Units i l'URSS per a limitar les armes nuclears estratègiques i frenar la carrera armamentística.
Les rondes de converses i tractats finals van ser:
- SALT I (1969-1972) realitzades a Hèlsinki i Viena;
- SALT II (1972-1979) a Viena

## SALT I
SALT I (acrònim de Strategic Arms Limitation Talks Agreement, Converses per l'Acord sobre la Limitació d'Armament Estratègic).
Les SALT I van ser la primera ronda de converses, des del 1969 al 1972, per aturar el nombre existent de llançadores de míssils estratègics, i van possibilitar la creació d'una nova llançadora submarina de míssils balístics (SLBM). Només després que el mateix nombre d'antics míssils balístics intercontinentals (ICBM) i llançadores SLBM haguessin estat desmantellats.
Les forces estratègiques nuclears de l'URSS i dels Estats Units van canviar la seva postura després de 1960. El programa soviètic per la continuïtat del desplegament de bases terrestres de míssils i nous míssils balístics submarins. L'URSS havia desplegat prop de 200 míssils més cada any des del 1968. El nombre total de míssils dels Estats Units havia estat permanent des del 1967 amb 1054 ICBMs i 656 SLBMs però hi havia un increment del nombre de míssils desplegats amb caps de Vehicle Múltiple de Reentrada Ajustable Independent (MIRV). Les dues nacions van desenvolupar sistemes de míssils anti-balístics (ABM); l'URSS va desplegar un tipus un sistema a Moscou el 1966 i els Estats Units van anunciar un programa ABM per protegir dotze localitzacions ICBM el 1967.
El 17 de novembre de 1969 van començar negociacions posteriors que van durar fins al maig del 1972, seguint una sèrie de trobades que s'alternaren entre Viena i Hèlsinki. Després d'un punt mort, els primers resultats del SALT I van arribar el maig de 1971, quan es va arribar a un acord sobre els sistemes ABM. Després de llargues discussions, es va arribar al final de les negociacions, el 26 de maig de 1972 a Moscou, quan Richard Nixon i Leonid Bréjnev van signar el tractat de míssils anti-balístics i l'acord interí, entre els Estats Units d'Amèrica i l'URSS, sobre certes mesures respecte a la limitació d'armes ofensives estratègiques. També es van fer unes quantes declaracions d'acords.

## SALT II
Es coneix com a SALT II la segona ronda de converses des del 1972 fins al 1979 entre els Estats Units i l'URSS, per limitar la producció d'armament nuclear estratègic. Les converses van ser la continuació del progrés iniciat amb la primera ronda de converses, les SALT I.
El 18 de juny de 1979, per limitar el nombre de llançadores, es va arribar a un acord que van signar Leonid Bréjnev i Jimmy Carter. Després de mig any, l'URSS va envair Afganistan, i el tractat no va ser ratificat pel Senat dels Estats Units. Malgrat aquest fet, els termes van ser respectats per les dues potències nuclears.
Posteriorment van tenir lloc converses sobre el  Tractat de Reducció d'Armament Estratègic (START) i el Tractat de Prohibició Completa d'Assajos Nuclears (CTBT).